# Ruth Sheen
Ruth Sheen (* 1952 in Stepney bei London, England) ist eine britische Schauspielerin.

## Leben
Sheen wurde an der britischen Schauspielschule East 15 Acting School ausgebildet. Erst 1988 begann ihre Karriere als Film- und Fernsehschauspielerin. Ihr Filmdebüt hatte sie 1988 in einer kleinen Rolle neben Alec Guinness in der Charles-Dickens-Verfilmung Klein Dorrit. Im selben Jahr spielte sie die weibliche Hauptrolle in der Filmkomödie Hohe Erwartungen des Regisseurs Mike Leigh. Für ihre Darstellung der Shirley wurde sie 1989 als Beste Darstellerin mit dem Europäischen Filmpreis ausgezeichnet.
Im Anschluss wirkte sie vor allem in britischen Fernsehproduktionen mit. So verkörperte sie von 1995 bis 1998 in der Fernsehserie Bramwell die Rolle der Nurse Carr und war 1998 in sechs Folgen der Serie Bramwell als Nanny Simmons zu sehen. Zwischen 1989 und 2004 stellte sie in sechs Folgen der Serie The Bill verschiedene Episodenrollen dar. Seit ihrer ersten Zusammenarbeit mit Regisseur Mike Leigh 1988 trat sie häufig in dessen Spielfilmen auf, unter anderem in Lügen und Geheimnisse, Vera Drake und dem für den Oscar nominierten Drama Another Year. Neben Film- und Fernsehrollen spielt Sheen auch am Theater. Unter anderem war sie im Mai 2007 an der Seite von Ben Whishaw in der Premiere von Philip Ridleys Leaves of Glass am Soho Theatre in London zu sehen.

## Filmografie (Auswahl)
- 1988: Hohe Erwartungen (High Hopes)
- 1988: Klein Dorrit (Little Dorrit)
- 1989–2004: The Bill (Fernsehserie, 6 Folgen)
- 1992: Casualty (Fernsehserie, 1 Folge)
- 1993: Wenn Schweine fliegen (When Pigs Fly)
- 1995: Das Handbuch des jungen Giftmischers (The Young Poisoner's Handbook)
- 1995: Für alle Fälle Fitz (Cracker, Fernsehserie, 1 Folge)
- 1996: Lügen und Geheimnisse (Secrets & Lies)
- 1996: Der kleine Unterschied (Different for Girls)
- 1999: Virtual Sexuality
- 2002: All or Nothing
- 2003: Cheeky
- 2004: Vanity Fair – Jahrmarkt der Eitelkeit (Vanity Fair)
- 2004: Vera Drake
- 2005: Eine Hochzeit zu dritt (Imagine Me & You)
- 2005: Doc Martin (Fernsehserie, 1 Folge)
- 2010: Another Year
- 2010: Silent Witness (Fernsehserie, 2 Folgen)
- 2013: Enemies – Welcome to the Punch (Welcome to the Punch)
- 2013: Elefanten vergessen nicht (Agatha Christie’s Poirot; Fernsehserie, Episode Elephants can remember)
- 2014: Mr. Turner – Meister des Lichts (Mr. Turner)
- 2015: A Royal Night – Ein königliches Vergnügen (A Royal Night Out)
- 2016: Bob, der Streuner (A Street Cat Named Bob)
- 2016: Inspector Barnaby (Midsomer Murders) Fernsehserie, Staffel 18, Folge 5: Heilige und Eilige (Saints And Sinners)
- seit 2019: Brassic (Fernsehserie)
- 2021: It’s a Sin (Fernsehserie, 1 Folge)
- 2021–2023: The Nevers (Fernsehserie, 6 Folgen)
- 2022: Strike (Fernsehserie, 4 Folgen)
- 2023: Hijack (Miniserie, 1 Folge)
- 2024: Touch

## Auszeichnungen
- 1989: Europäischer Filmpreis für Hohe Erwartungen
- 2003: ALFS-Award-Nominierung für All or Nothing
- 2005: ALFS-Award-Nominierung für Vera Drake
- 2010: British-Independent-Film-Awards-Nominierung für Another Year
- 2011: ALFS-Award-Nominierung für Another Year